# Старица (притока Волге)
Старица, Старчонка или Верхњаја Старица (рус. Старица, Старчонка, Верхняя Старица) река је на северозападу европског дела Руске Федерације. Протиче преко територија Старичког рејона на југу Тверске области. Лева је притока реке Волге у коју се улива на подручју града Старице, и део басена Каспијског језера.
Извире у мочварном подручју југозападно од села Абакумово на западу Старичког рејона. Тече у смеру североистока у укупној дужини од 23 km, а површина сливног подручја 69,8 km².
Дуж њене обале пролази деоница ауто-пута Твер–Ржев.